# 브로슈어웨어
브로슈어웨어(brochureware)는 웹사이트의 제품과 서비스를 단순히 나열하는 것을 기술하기 위해 사용되는 용어이다. 부족한 점을 강조하기 위해 애드버타이징 에이지는 이를 "정적 브로슈어웨어"(static brochureware)로 불렀으며 이는 브로슈어보다 조금 더 의미가 있다.

## 개요
뉴욕 타임스는 용어들 중 가장 친절하지 않은 용어로 이야기했다. IBM의 초기 온라인 연간 보고서는 "표준 브로슈어웨어: 웹에 연간 보고서 인쇄물을 고정시킨 것"이었다. 3번째 해에 이들은 이를 둘러보기 쉽게 만들었으며 독자들이 "기업의 수치들을 어떠한 통계적인 방법의 수로라도 자를 수 있는 차트를 만들 수 있도록" 하는 기능들을 추가했다.